# Marknadsordningsförordningen
Marknadsordningsförordningen, eller förordning (EU) nr 1308/2013, är en europeisk förordning som reglerar den samlade marknadsordningen för jordbruksprodukter inom Europeiska unionen. Förordningen utgör en central del av den gemensamma jordbrukspolitiken. Den antogs av Europaparlamentet och Europeiska unionens råd den 17 december 2013 och trädde i kraft den 1 januari 2014. Förordningen ersatte en tidigare förordning från 2007, förordning (EG) nr 1234/2007, som i sin tur ersatte 48 olika förordningar i samband med att den samlade marknadsordningen infördes.
Marknadsordningsförordningen innehåller ett omfattande regelverk på över 230 artiklar om den samlade marknadsordningen. Den gäller alla jordbruksprodukter som omfattas av EU-fördragen, utom de fiskeri- och vattenbruksprodukter som istället omfattas av den gemensamma marknadsordningen för fiskeri- och vattenbruksprodukter. På grundval av marknadsordningsförordningen finns det också en rad olika delegerade akter och genomförandeakter om tillämpningen av förordningen.
Förordningen är direkt tillämplig inom hela Europeiska unionen.